# Яновская, Татьяна Борисовна
Татья́на Бори́совна Яно́вская (11 августа 1932, Ленинград — 22 декабря 2019, Санкт-Петербург) — советский и российский геофизик, доктор физико-математических наук, профессор. Лауреат Государственной премии СССР в области науки и техники.

## Биография
Родилась в семье физика и геолога Бориса Михайловича Яновского, сестра — Елена Борисовна Яновская.
В 1954 году окончила физический факультет Ленинградского государственного университета, в 1958 году — аспирантуру Института физики Земли АН СССР, защитила кандидатскую диссертацию. В 1958—1960 годах была младшим научным сотрудником на сейсмической станции «Пулково» при Пулковской обсерватории, в 1960—1968 годах — в Ленинградском отделении Математического института АН СССР в группе динамики упругих сред под руководством Г. И. Петрашеня. В 1968—2019 годах была старшим научным сотрудником, затем (с 1986 года) профессором кафедры физики Земли физического факультета ЛГУ. В 1972 году защитила докторскую диссертацию на тему «Методы решения обратной задачи сейсмологии и их применение к изучению переходной зоны земного ядра».

## Научная деятельность
Большинство работ Яновской посвящено изучению распространения сейсмических волн в неоднородных средах, а также сейсмической томографии и другим обратным задачам сейсмологии.
Является автором более двухсот научных работ. Под руководством Яновской было защищено более тридцати кандидатских диссертаций.

## Признание
- 1982 — Государственная премия СССР в области науки и техники — за цикл работ «Разработка асимптоматических методов теории распространения сейсмических волн и применение этих методов к расчёту динамических полей в геофизике»; совместно с А. С. Алексеевым, В. М. Бабичем, Г. И. Петрашенем, П. В. Крауклисом, Л. А. Молотковым, И. А. Молотковым, В. С. Булдыревым[1].
- 1997 — почётный член Американского геофизического Союза (AGU).
- 2002 — медаль Бено Гутенберга Европейского Геофизического Общества (EGS) за теоретические работы, связанные с распространением поверхностных волн и цунами.
- 25 января 2010 — почётный профессор Санкт-Петербургского государственного университета[2].